# Eriogonum clavatum
Eriogonum clavatum är en slideväxtart som beskrevs av John Kunkel Small. Eriogonum clavatum ingår i släktet Eriogonum och familjen slideväxter. Inga underarter finns listade i Catalogue of Life.